# Abdelwahed Wahib
Abdelwahed Wahib, né le 27 janvier 2000 à Casablanca (Maroc), est un footballeur marocain jouant au poste d'arrière gauche au Valenciennes FC.

## Biographie

### En club

#### Arrivée au Havre (2019-2023)
Abdelwahed Wahib est à l'académie Mohammed VI de football à Rabat lorsqu'il rejoint la France et l'équipe réserve du Havre AC en juin 2019. Il débute en National 3 lors d'un déplacement à l'US Alençon et devient rapidement titulaire avec sa nouvelle équipe. 
Lors de la saison 2020-2021, après de bonnes prestations en équipe réserve, il est convoqué par Paul Le Guen pour un match de Ligue 2 face au Grenoble Foot 38, mais il n'entre pas en jeu. Le 15 mars 2021, Wahib fait ses débuts en professionnel lors d'une victoire du HAC sur la pelouse du SM Caen (0-2). Le 26 juin suivant, il signe un contrat de deux ans avec son club. Lors de la saison 2021-2022, il joue dix-sept rencontres avec Le Havre et signe sa première passe décisive face à l'USL Dunkerque.             
Lors de la présaison suivante, son nouvel entraîneur Luka Elsner annonce qu'il souffre d'une rupture des ligaments croisés contractée lors d'un match amical face à l'US Quevilly-Rouen. Le 24 août, le HAC annonce que le joueur a prolongé son contrat de deux ans. Absent pour l'ensemble de la saison, il ne participe pas au sacre de champion de France de Ligue 2 de son club.            

#### Départ pour Concarneau (2023-2025)
Le 27 juillet 2023, il est transféré à l'US Concarneau, promu en Ligue 2, avec un contrat d'une saison à la clé. Après plusieurs matchs passés sur le banc, Wahib joue ses premières minutes avec l'USC lors de la huitième journée de Ligue 2 face au Valenciennes FC, où il joue l'ensemble du match. Jusqu'en décembre, Wahib s'impose comme titulaire, mais une blessure survenue en janvier l'éloigne des terrains jusqu'en avril. Relégué en National avec son son club, il est titulaire lors de la saison 2024-2025 des Thoniers, malgré une longue blessure à la cuisse lors de la mi-saison.           

### En équipe nationale
En 2017, il est sélectionné pour la première fois avec l'équipe du Maroc des moins de 17 ans pour deux matchs de qualification à la CAN U17 face à la Guinée. En 2018, il joue six matchs avec la catégorie supérieure, l'équipe U20 du Maroc.

## Statistiques
| Saison                | Club                  | Championnat           | Championnat | Championnat | Championnat | Coupe(s) nationale(s) | Coupe(s) nationale(s) | Coupe(s) nationale(s) | Total | Total | Total |
| Saison                | Club                  | Division              | M.          | B.          | P.d.        | M.                    | B.                    | P.d.                  | M.    | B.    | P.d.  |
| 2019-2020             | Le Havre AC rés.      | National 3            | 8           | 0           | 3           | -                     | -                     | -                     | 8     | 0     | 3     |
| 2020-2021             | Le Havre AC rés.      | National 3            | 5           | 0           | 1           | -                     | -                     | -                     | 5     | 0     | 1     |
| 2021-2022             | Le Havre AC rés.      | National 3            | 7           | 1           | 0           | -                     | -                     | -                     | 7     | 1     | 0     |
| Sous-total            | Sous-total            | Sous-total            | 20          | 1           | 4           | -                     | -                     | -                     | 20    | 1     | 4     |
| 2020-2021             | Le Havre AC           | Ligue 2               | 3           | 0           | 0           | -                     | -                     | -                     | 3     | 0     | 0     |
| 2021-2022             | Le Havre AC           | Ligue 2               | 17          | 0           | 1           | -                     | -                     | -                     | 17    | 0     | 1     |
| 2022-2023             | Le Havre AC           | Ligue 2               | -           | -           | -           | -                     | -                     | -                     | 0     | 0     | 0     |
| Sous-total            | Sous-total            | Sous-total            | 20          | 0           | 1           | -                     | -                     | -                     | 20    | 0     | 1     |
| 2023-2024             | US Concarneau         | Ligue 2               | 12          | 0           | 2           | -                     | -                     | -                     | 12    | 0     | 2     |
| 2024-2025             | US Concarneau         | National              | 21          | 0           | 1           | 2                     | 0                     | 0                     | 23    | 0     | 1     |
| Sous-total            | Sous-total            | Sous-total            | 33          | 0           | 3           | 2                     | 0                     | 0                     | 35    | 0     | 3     |
| 2025-2026             | Valenciennes FC       | National              | 2           | 0           | 0           | -                     | -                     | -                     | 2     | 0     | 0     |
| Total sur la carrière | Total sur la carrière | Total sur la carrière | 75          | 1           | 8           | 2                     | 0                     | 0                     | 77    | 1     | 8     |